# Charles Berry Bridge
Die Charles Berry Bridge ist eine Klappbrücke in Lorain, im Lorain County im US-Bundesstaat Ohio. Mit der Brücke wird der U.S. Highway 6 über den Black River geführt.
Sie wurde in den späten 1930er Jahren erbaut und 1940 eröffnet. Die zu der Zeit noch Erie Avenue Bridge genannte Brücke war damals die längste Straßen-Klappbrücke der Welt.
Nach umfangreichen Sanierungsarbeiten wurde sie am Veterans Day im Jahr 1988 erneut dem Verkehr übergeben und nach Charles Joseph Berry benannt, einem Korporal der United States Marine Corps, welcher für seine Leistungen während des Zweiten Weltkriegs in Iwojima posthum mit der Medal of Honor ausgezeichnet wurde.
Gegenwärtig ist sie, mit einer Spannweite von 101,5 m (333 ft) und einer die elf Öffnungen der Zufahrtsrampen umfassenden Gesamtlänge von 320,95 m (1053 ft), die viertgrößte Klappbrücke der Welt. Nach den Angaben des Ohio Department of Transportation überquerten im Jahr 2005 täglich 14.720 Fahrzeuge die Brücke.